# Digah
Digah (również Digyakh, Digakh, Diqex i Dygya) – miejscowość i gmina w rejonie Abşeron w Azerbejdżanie. Liczba mieszkańców wynosi 3050.